# Ambassade de France à Singapour
L'ambassade de France à Singapour est la représentation diplomatique de la République française auprès de la république de Singapour. Elle est située au sein de la Cité-État, et son ambassadrice est, depuis 2022, Minh-Di Tang.

## Ambassade
L'ambassade est actuellement située au 101-103 Cluny Park Road dans le quartier de Bukit Timah à proximité immédiate du Jardin botanique de Singapour. Elle accueille aussi une section consulaire.
La station de métro Botanic Gardens (CC19/DT9) est située en face de l'ambassade.

## Histoire

### Ancienne ambassade à Gallop Road
Située jusqu'en septembre 1999 au 5 Gallop Road, l'ambassade de France occupait la maison « Atbara » qui fut construite en 1898 par l'architecte Regent Alfred John Bidwell (1869-1918), autrement connu pour avoir réalisé l'hôtel Raffles, dans un style de type colonial Black & White (en) en haut d'une colline près du jardin botanique,.

### Ambassade actuelle à Cluny Road
Depuis 1999, cet immeuble moderne regroupe l’ensemble des services de l’État français à Singapour.
Le bâtiment est l’œuvre du cabinet d’architectes Dubus-Richez, lauréat du concours lancé en 1993 par le ministère des Affaires étrangères. Ses caractéristiques lui ont valu d’être distingué lors de son achèvement par un prix du Singapore Institute of Architects.
Se voulant l'expression d’un « certain état d’esprit français », les matériaux utilisés sont pour l’extérieur le verre et l’aluminium, et pour l’intérieur le bois, la pierre, le cuir.

### Résidence de France
Cette demeure de deux étages et de style "Black & White" fut bâtie en 1923 au sommet d'une colline selon les plans de l'architecte Frank Brewer.

## Ambassadeurs de France à Singapour
| De   | À    | Ambassadeur                          |
| ---- | ---- | ------------------------------------ |
| 1965 | 1969 | Édouard Hutt                         |
| 1969 | 1974 | Denis Flory                          |
| 1974 | 1979 | Jacques Gasseau                      |
| 1979 | 1982 | Henri Chollet                        |
| 1982 | 1984 | Philippe Marandet                    |
| 1984 | 1986 | Jacques Bernière                     |
| 1986 | 1989 | Frédéric Grasset (d)                 |
| 1989 | 1993 | Bernard de Faubournet de Montferrand |
| 1995 | 1999 | Gérard Coste (d)                     |
| 1995 | 1999 | François Barry Delongchamps          |
| 1999 | 2003 | Michel Filhol (d)                    |
| 2003 | 2006 | Jean-Paul Réau (d)                   |
| 2006 | 2009 | Pierre Buhler                        |
| 2009 | 2013 | Olivier Caron (d)                    |
| 2013 | 2016 | Benjamin Dubertret (d)               |
| 2016 | 2022 | Marc Abensour (d)                    |
| 2022 | 2025 | Minh-Di Tang                         |
| 2025 | auj. | Stephen Marchisio                    |

## Relations diplomatiques
La France a été l'un des treize premiers pays à reconnaître l'indépendance de Singapour en 1965. Une déclaration commune sur un partenariat stratégique a été signée le 18 octobre 2012, à l'occasion de la visite du Premier ministre Jean-Marc Ayrault à Singapour. Le Président de la République de Singapour, Tony Tan Keng Yam, s’est rendu en visite d’État en France du 17 au 23 mai 2015, alors que la France et Singapour célébraient le cinquantième anniversaire de l’établissement de leurs relations diplomatiques.

## Consulat

### Communauté française
Le nombre de Français enregistrés auprès de l'ambassade à Singapour a connu une progression importante depuis le milieu des années 2000. Au 31 décembre 2016, 13 952 Français sont inscrits sur le registre consulaire à Singapour. 
| 1871 | 1881 | 1891 | 1901 | 1911 | 1921 | 1931 | 1957 |
| ---- | ---- | ---- | ---- | ---- | ---- | ---- | ---- |
| 51   | 54   | 83   | 99   | 128  | 154  | 124  | 150  |

| 1967 | 1968 | 1969 | 1970 | 1971 | 1972 | 1973 | 1974 |
| ---- | ---- | ---- | ---- | ---- | ---- | ---- | ---- |
| 225  | 194  | 313  | 341  | 412  | 452  | 508  | 565  |

| 1975 | 1976 | 1978 | 1988  | 1989  | 1990  | 1991  | 1992  |
| ---- | ---- | ---- | ----- | ----- | ----- | ----- | ----- |
| 762  | 738  | 819  | 1 486 | 1 434 | 1 637 | 1 836 | 2 025 |

| 1993  | 1994  | 1995  | 1996  | 1997  | 1998  | 1999  | 2000  |
| ----- | ----- | ----- | ----- | ----- | ----- | ----- | ----- |
| 2 144 | 2 637 | 2 658 | 2 666 | 2 957 | 3 343 | 3 592 | 3 580 |

| 2001  | 2002  | 2003  | 2004  | 2005  | 2006  | 2007  | 2008  |
| ----- | ----- | ----- | ----- | ----- | ----- | ----- | ----- |
| 3 243 | 3 290 | 3 512 | 3 635 | 4 321 | 5 089 | 5 462 | 6 169 |

| 2009  | 2010  | 2011  | 2012  | 2013   | 2014   | 2015   | 2016   |
| ----- | ----- | ----- | ----- | ------ | ------ | ------ | ------ |
| 6 957 | 7 706 | 9 197 | 9 940 | 10 526 | 11 415 | 12 000 | 13 952 |

| 2017   | 2018   | 2019   | 2020   | - | - | - | - |
| ------ | ------ | ------ | ------ | - | - | - | - |
| 14 576 | 14 400 | 14 682 | 14 154 | - | - | - | - |

### Circonscriptions électorales
Depuis la loi du 22 juillet 2013 réformant la représentation des Français établis hors de France avec la mise en place de conseils consulaires au sein des missions diplomatiques, les ressortissants français de Singapour élisent pour six ans quatre conseillers consulaires. Ces derniers ont trois rôles : 
1. ils sont des élus de proximité pour les Français de l'étranger ;
2. ils appartiennent à l'une des quinze circonscriptions qui élisent en leur sein les membres de l'Assemblée des Français de l'étranger ;
3. ils intègrent le collège électoral qui élit les sénateurs représentant les Français établis hors de France.

Pour l'élection à l'Assemblée des Français de l'étranger, Singapour appartenait jusqu'en 2014 à la circonscription électorale de Bangkok, comprenant aussi la Birmanie, Brunei, le Cambodge, l'Indonésie, le Laos, la Malaisie, les Palaos, les Philippines, la Thaïlande, le Timor oriental et le Viêt Nam, et désignant trois sièges. Singapour appartient désormais à la circonscription électorale « Asie-Océanie » dont le chef-lieu est Hong Kong et qui désigne neuf de ses 59 conseillers consulaires pour siéger parmi les 90 membres de l'Assemblée des Français de l'étranger.
Pour l'élection des députés des Français de l’étranger, Singapour dépend de la 11e circonscription.